# San Rafael, Pantelhó
San Rafael är en ort i Mexiko.   Den ligger i kommunen Pantelhó och delstaten Chiapas, i den sydöstra delen av landet, 800 km öster om huvudstaden Mexico City. San Rafael ligger 930 meter över havet och antalet invånare är 120.
Terrängen runt San Rafael är kuperad åt sydost, men åt nordväst är den bergig. Terrängen runt San Rafael sluttar söderut. Runt San Rafael är det ganska tätbefolkat, med 129 invånare per kvadratkilometer. Närmaste större samhälle är Yajalón, 13,9 km nordost om San Rafael. Omgivningarna runt San Rafael är en mosaik av jordbruksmark och naturlig växtlighet.